# Refugio Plana Canal
El Refugio Plana Canal es un refugio ganadero que se encuentra a 1720 m de altitud en el parque nacional de Ordesa y Monte Perdido, entre el Cuello de Plano Canal y el cañón de Añisclo.
Administrativamente está situado dentro del término municipal de Bielsa, en la comarca del Sobrarbe, en la provincia de Huesca, en la comunidad autónoma de Aragón (España).
Es un refugio de montaña no guardado de seis plazas.